# Malice Mizer
Malice Mizer (яп. マリス・ミゼル марису мидзэру) — японская готик-рок группа, один из наиболее значимых музыкальных коллективов в жанре вижуал кэй.

## Информация о группе
Malice Mizer (произносится как «марису мизэру»; от англ. malice «злоба» и misery «страдание») — японская группа, сочетающая в своей музыке самые различные стили, от классики до готик-метала. Эта группа является одним из ярчайших представителей популярного на данный момент в Японии стиля visual kei.
Становление группы Malice Mizer относят к началу 90-х. После того популярности первой волны visual kei, многие группы начали использовать яркие костюмы и косметику; прижился и женственный образ музыканта: теперь на сцену можно было выйти даже в бальном платье.
Звучание Malice Mizer уникально. Группа наполняет свои композиции элементами классики, импровизируя и добавляя собственные штрихи. Самые ранние композиции можно охарактеризовать как «барокко» или «ренессанс». Самые поздние композиции Malice Mizer приобретают всё более отчётливые «готические» очертания: орган, синтезированный хор, эффектные аранжировки с использованием электроударных и шумов.

## Состав

### Последний состав
- Клаха (Klaha) — вокал
- Мана (Mana) — гитара, гитарный синтезатор, клавишные, синтезатор и перкуссия
- Кодзи (Közi) — гитара, гитарный синтезатор, клавишные, синтезатор, перкуссия, бэк-вокал
- Юки (Yu~ki) — бас-гитара, контрабас, перкуссия, бэк-вокал
- Ками (Kami) — ударные, перкуссия,  бэк-вокал (скончался 21 июня 1999 года от субарахноидального кровоизлияния)

### Бывшие участники
- Тэцу (Tetsu) — вокал
- Гакт (Gackt) — вокал, электро-и акуст. пианино
- Газ (Gaz) — ударные (скончался от рака 22 декабря 2017 года.)

### Первоначальный состав
- Тэцу (Tetsu)
- Мана (Mana)
- Кодзи (Közi)
- Юки (Yu~ki)
- Газ (Gaz)

### Сессионные музыканты
- Кадзунэ (Kazune) — клавишные (2000-2001)
- Шу (Shu) — ударные (2000-2001)
- Хаято (Hayato) — ударные (2010, 2012, 2014, 2016, во время Deep Sanctuary)
- Сакура (Sakura) — ударные (2018, во время Deep Sanctuary)

## Дискография

### Демозаписи
- Sans Logique (31 октября 1992)
- SADNESS / SPEED OF DESPERATE (1993)
- Sadness (5 апреля 1993)
- The 1th Anniversary (12 октября 1993)

### Синглы
- 麗しき仮面の招待状 [урувасики камэн но сё: тадзё:] (10 декабря 1995)
- ma chérie ～愛しい君へ～ [ma chérie —итосий кими э—] (10 октября 1996)
- ヴェル・エール ～空白の瞬間の中で～ [вэру э: ру(Bel Air) —ку: хаку но сюнкан (токи) но нака ээ—] (19 июля 1997)
- au revoir (3 декабря 1997)
- 月下の夜想曲 [гэкка но ясо: кёку] (21 февраля 1998)
- ILLUMINATI [ P-type ] (20 апреля 1998)
- Le ciel ～空白の彼方へ～ [Le ciel —ку: хаку но каната эе—] (30 сентября 1998)
- 再会の血と薔薇 [сайкай но ти то бара] (3 ноября 1999)
- 神話 [синва] (1 февраля 2000)
- 虚無の中での遊戲 [кёму но нака дэ но ю: ги] (31 мая 2000)
- 白い肌に烂う愛と哀しみの輪舞 [сирой хада ни куру: ай то канасими но римбу] (26 июля 2000)
- Gardenia (30 мая 2001)
- Beast of Blood (21 июня 2001)
- Garnet ～禁断の園へ～ [Garnet —киндан но соно э—] (30 ноября 2001)

### Альбомы
- memoire (24 июля 1994)
- memoire DX (24 декабря 1994) — повторный выпуск, включающий в себя дополнительную композицию
- Voyage ～sans retour～ (9 июня 1996)
- merveilles (18 марта 1998)
- 薔薇の聖堂 [бара но сэйдо:] (23 августа 2000)

### Видеокассеты
- Sans retour Voyage «derniere» ～encoure une fois～ (30 июня 1997)
- ヴェル・エール ～空白の瞬間の中で～ de l’image [вэру э: ру (Bel Air) —ку: хаку но сюнкан (токи) но нака ээ— de l’image] (13 июля 1997)
- ヴェル・エール ～空白の瞬間の中で～ de l’image [вэру э: ру (Bel Air) —ку: хаку но сюнкан (токи) но нака ээ— de l’image] (3 сентября 1997) — короткометражный музыкальный фильм
- merveilles ～終焉と帰趨～ l’espace [merveilles —сю: эн то кису: — l’espace] (28 октября 1998)
- merveilles -cinq parallele- (24 февраля 1999)
- 再会の血と薔薇 ～de l’image～ [сайкай но ти то бара—de l’image—] (21 декабря 1999)
- 虚無の中での遊戲 ～de l’image～ [кёму но нака дэ но ю: ги —de l’image—] (31 мая 2000)
- 薔薇に彩られた悪意と悲劇の幕開け [бара ни иродорэта акуй то хигэки но макуакэ] (22 ноября 2000)
- 薔薇の軌跡 [бара но кисэки] (25 апреля 2001)
- Beast of Blood ～de l’image～ (11 июля 2001)
- 薔薇の婚礼 ～真夜中に交わした約束～ [бара но конрэй —маёнака ни кавасита якусоку —] (22 марта 2002)

### DVD
- 薔薇に彩られた悪意と悲劇の幕開け [Bara ni irodorareta akui to higeki no makuake] (22 ноября 2000)
- Sans retour Voyage «derniere» ～encoure une fois～ (18 апреля 2001)
- 薔薇の軌跡 [бара но кисэки] (25 апреля 2001)
- Beast of Blood ～de l’image～ (11 июля 2001)
- 真夜中に交わした約束 ～薔薇の婚礼～ [маёнака ни кавасита якусоку—бара но конрэй —] (30 октября 2001)
- Cardinal (6 февраля 2002)
  - включает 6 видеоклипов и концертный вариант «Beast of Blood»
- 薔薇の婚礼 ～真夜中に交わした約束～ [бара но конрэй —маёнака ни кавасита якусоку —] (22 марта 2002)
- merveilles ～終焉と帰趨～l’espace [merveilles —сю: эн то кису: — l’espace] (30 марта 2002)
- merveilles -cinq parallele- (30 марта 2002)

### Официальные сайты

#### Общая информация
- https://web.archive.org/web/20060821062442/http://www.midi-nette.com/
- http://www.malice-mizer.co.jp/ Архивная копия от 31 октября 2020 на Wayback Machine

#### Сайты участников группы
- http://www.mana-sama.com/ Архивная копия от 12 декабря 2020 на Wayback Machine (Мана)
- https://web.archive.org/web/20190811192015/https://gackt.com/ (Гакт)
- https://web.archive.org/web/20190120135134/http://www.kozi.info/ (Кодзи)
- https://web.archive.org/web/20050210093130/http://www.afro-skull.com/ (Тэцу)